# Green Isle
Green Isle és una població dels Estats Units a l'estat de Minnesota. Segons el cens del 2000 tenia 334 habitants.

## Demografia
Segons el cens del 2000, Green Isle tenia 334 habitants, 136 habitatges, i 102 famílies. La densitat de població era de 171,9 habitants per km².
Dels 136 habitatges en un 33,1% hi vivien nens de menys de 18 anys, en un 65,4% hi vivien parelles casades, en un 5,9% dones solteres, i en un 25% no eren unitats familiars. En el 22,8% dels habitatges hi vivien persones soles l'11% de les quals corresponia a persones de 65 anys o més que vivien soles. El nombre mitjà de persones vivint en cada habitatge era de 2,46 i el nombre mitjà de persones que vivien en cada família era de 2,89.
Per edats la població es repartia de la següent manera: un 24,9% tenia menys de 18 anys, un 7,5% entre 18 i 24, un 32,6% entre 25 i 44, un 18,3% de 45 a 60 i un 16,8% 65 anys o més.
L'edat mediana era de 36 anys. Per cada 100 dones de 18 o més anys hi havia 110,9 homes.
La renda mediana per habitatge era de 44.792 $ i la renda mediana per família de 51.964 $. Els homes tenien una renda mediana de 31.979 $ mentre que les dones 25.625 $. La renda per capita de la població era de 25.537 $. Entorn de l'1,8% de les famílies i el 2,5% de la població estaven per davall del llindar de pobresa.

## Poblacions més properes
El següent diagrama mostra les poblacions més properes.